# Seznam vojaških plovil Kriegsmarine

## Bojne ladje

### RazredBismarck
- Bismarck

- Tirptiz [1]

### RazredScharnhost
- Križarka Scharnhost
- Križarka Gneisenau

## Križarke

### Težke križarke

#### RazredDeutschland
- Deutschland (kasneje Lützow)
- Admiral Scheer
- Admiral Graf Spee

#### RazredAdmiral Hipper
- Admiral Hipper
- Blücher
- Prinz Eugen

### Lahke križarke

#### RazredEmden
- Križarka Emden

#### RazredKönigsberg
- Königsberg
- Karlsruhe
- Köln

#### RazredLeipzig
- Leipzig
- Nürnberg

## Rušilci in torpedni čolni

### Rušilci

#### Tip 1934, razredMaass
- Z1 Leberecht Maass
- Z2 Georg Thiele
- Z3 Max Schultz
- Z4 Richard Beltzen [2]

#### Tip 1934A
- Z5 Paul Jacobi
- Z6 Theodor Riedel
- Z7 Hermann Schoemann
- Z8 Bruno Heinemann
- Z9 Wolfgang Zenker
- Z10 Hans Lody
- Z11 Bernd von Arnim
- Z12 Erich Giese
- Z13 Erich Koellner
- Z14 Friedrich Ihn
- Z15 Erich Steinbrinck
- Z16 Friedrich Eckoldt

### Tip 1936, razredRoeder
- Z17 Diether von Roeder
- Z18 Hans Lüdemann
- Z19 Hermann Künne
- Z20 Karl Gaster
- Z21 Wilhelm Heidkamp
- Z22 Anton Schmitt [2]

### Tip 1936A, razredNarvik
- Z23
- Z24
- Z25
- Z26
- Z27
- Z28
- Z29
- Z30

## Podmornice

### Šolske podmornice (TipI)
- U-25
- U-26

### Obalne podmornice

#### TipIIA
- - U-1  do U-6

#### TipIIB
- - U-7 do U-24
  - U-120
  - U-121

#### TipIIC
- - U-56 do U-63

#### TipIID
- - U-137 do U-152

#### TipXVIIB[3]
- - U-1405
  - U-1406
  - U-1407

## Letalonosilke[4]
- Graf Zeppelin, nikoli dana v uporabo, splovljena 1938, dokočno izgrajena šele 1945

### RazredEuropa
Opomba: Nikoli niso bile izgrajene, bile bi nadgradnje že obstoječih potniških ladij, uradna kvalifikacija je pomožna letalonosilka
- Europa
- Gneisenau
- Potsdam